# 비니 폴
비니 폴(Vinnie Paul, 1964년 3월 11일 ~ 2018년 6월 22일)로도 알려진 빈센트 폴 애벗(Vincent Paul Abbott)은 헤비 메탈 밴드 판테라의 드러머 겸 공동창업자로 가장 잘 알려진 미국의 음악가, 작곡가, 프로듀서였다. 2006년부터 2018년 사망할 때까지 12년간 헬예의 멤버였다. 그는 또한 2003년에 동생인 다임백 대럴과 함께 헤비 메탈 밴드인 데미지플랜을 공동 설립했다.